# Akka Mahadevi

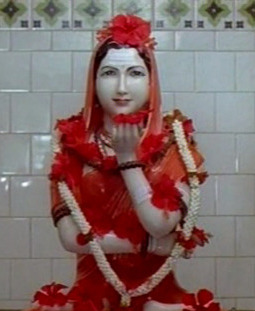
Una murti de Akka Mahadevi consagrada en el templo de su lugar de nacimiento, Udathadi.

Akka Mahadevi (ಅಕ್ಕ ಮಹಾದೇವಿ) (Udutadi, Karnataka, estado de La India, c. 1130–1160) fue una de las primeras poetas de la literatura kannada y una persona prominente en la secta Lingayat del hinduismo en el siglo XII. Sus 430 poemas Vachana (una forma de poemas místicos espontáneos), y los dos escritos cortos llamados Mantrogopya y Yogangatrividhi se consideran su contribución más notable a la literatura kannada. Compuso menos poemas que otros santos del movimiento. El término Akka ("hermana mayor") es un honor que le otorgaron los grandes santos de Lingayat como Basavanna, Siddharama y Allamaprabhu y una indicación del importante lugar que ocupaba en las discusiones espirituales celebradas en el "Anubhava Mantapa". [cita requerida]  Se la considera una mujer inspiradora en la literatura kannada y en la historia de Karnataka. Consideraba al dios Shiva ('Chenna Mallikarjuna') como su esposo, (tradicionalmente entendido como la forma de devoción 'madhura bhava' o 'madhurya'). [cita requerida]

## Biografía
Akka Mahadevi nació en Udutadi, cerca de Shivamogga en el estado indio de Karnataka alrededor del 1130. Algunos estudiosos sugieren que nació de una pareja llamada Nirmalshetti y Sumati, ambos devotos de Para Shiva. Poco se sabe sobre su vida, aunque ha sido objeto de reivindicaciones hagiográficas y mitológicas, basadas en la tradición oral y sus propios escritos. Uno de sus escritos, por ejemplo, parece que recoge sus experiencias al abandonar su lugar de nacimiento y su familia para ir en busca de Para Shiva. 
Tharu y Lalita también documentan la afirmación popular de que un rey jainista local llamado Kaushika intentó casarse con ella, pero que ella lo rechazó, eligiendo en cambio encomendarse a la deidad Para Shiva. Sin embargo, las fuentes medievales que forman la base de este relato son ambiguas y no concluyentes. Incluyen una referencia a uno de sus poemas, o vachanas, en el que establece tres condiciones para casarse con el rey, incluyendo poder elegir dedicar el tiempo que estimase oportuno a la devoción o a la conversación con otros eruditos y figuras religiosas, en lugar de dedicárselo al Rey. El erudito y poeta medieval Harihara sugiere en su biografía de ella que su matrimonio fue puramente nominal, mientras que otros relatos de Camasara sugieren que las condiciones no fueron aceptadas y que el matrimonio no llegó a producirse.  
El relato de Harihara continúa diciendo que cuando el rey Kaushika violó las condiciones que ella había establecido, Akka Mahadevi abandonó el palacio, renunciando a todas sus posesiones, incluida la ropa, para viajar a Srisailam, hogar del dios Para Shiva. Otros relatos alternativos sugieren que el acto de renuncia de Akka Mahadevi fue en respuesta a las amenazas del rey después de que ella rechazara su propuesta. Es probable que visitase la ciudad de Kalyana en el camino, donde conoció a otros dos poetas y figuras prominentes del movimiento Lingayat, Allama y Basava. Se cree que viajó, hacia el final de su vida, a las montañas Srisailam, donde vivió como asceta y finalmente murió. Un vachana atribuido a Akka Mahadevi sugiere que hacia el final de su vida el Rey Kaushika la visitó allí y buscó su perdón. 

## Mitología

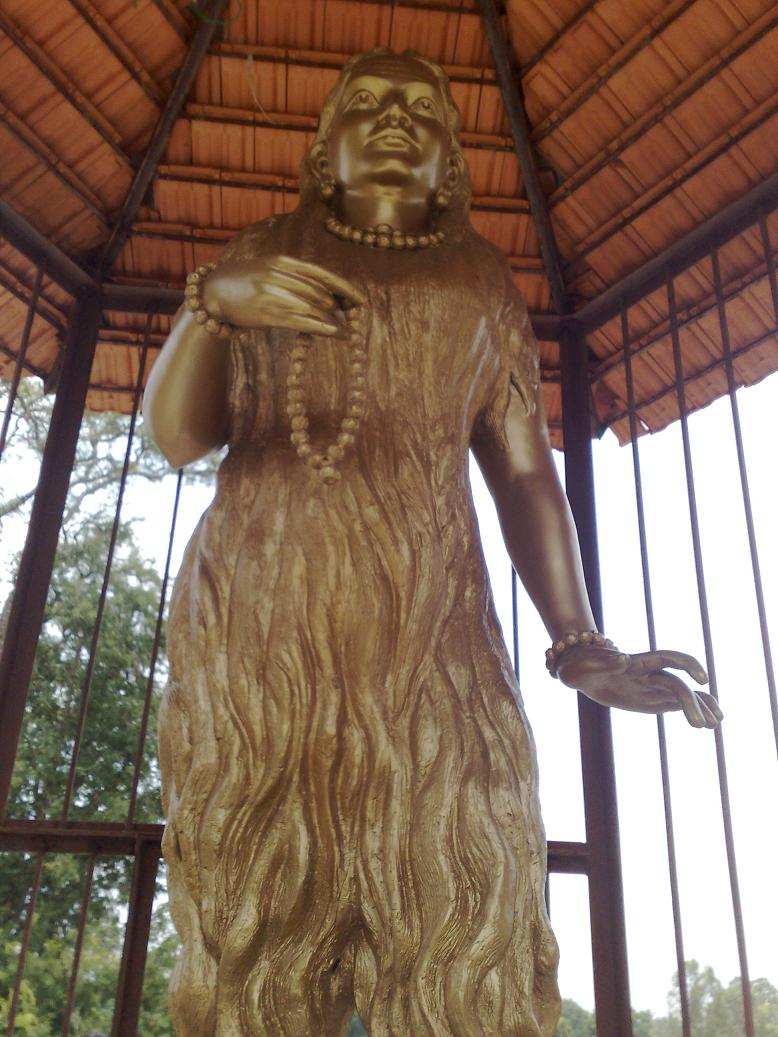
Una estatua de Akka Mahadevi instalada en su lugar de nacimiento, Udathadi

Los estudiosos modernos la consideran una figura prominente en el campo de la emancipación femenina. Siendo su nombre familiar en Karnataka, escribió que era una mujer solo de nombre y que su mente, cuerpo y alma pertenecían a su Señor Shiva . Durante una época de conflictos e incertidumbre política en el siglo XII, eligió la iluminación espiritual y se mantuvo firme en su elección. Participó en convocaciones de eruditos como Anubhavamantapa en Kalyana (ahora Basava Kalyana) para debatir sobre filosofía e iluminación (o Moksha, denominada por ella como "arivu"). En busca de su alma gemela eterna, su Señor Shiva, hizo de animales, flores y pájaros sus amigos y compañeros, rechazando la vida familiar y el apego mundano. 
La búsqueda de la iluminación por parte de Akka se recoge en poemas de lenguaje sencillo pero de gran rigor intelectual. Su poesía explora el rechazo del amor mortal en favor del amor eterno de Dios. Sus vachanas también hablan sobre los métodos que el camino de la iluminación exige al buscador, como matar al 'yo', conquistar los deseos y los sentidos, etc. 
Kausika era jainista, un grupo que solía ser rico y contra el que estaba resentido el resto de la población. Ella rechazó su vida de lujo para vivir como una santa poeta errante, viajando por toda la región y cantando alabanzas a su Señor Shiva. Fue en busca de compañeros en la búsqueda o sharanas porque se cree que la compañía del santo o sajjana sanga acelera el aprendizaje. Encontró la compañía de tales sharanas en Basavakalyana, Distrito de Bidar, y compuso muchos vachanas en alabanza a ellos. Sus formas inconformistas causaron consternación en la sociedad conservadora de la época: incluso su último gurú Allama Prabhu tuvo dificultades para incluirla en las reuniones en Anubhavamantapa. 
Una verdadera asceta, se dice de Mahadevi que se negó a usar ropa de ningún tipo, una práctica común entre los ascetas masculinos, pero chocante en una mujer. La leyenda dice que debido a su amor verdadero y su devoción a Dios, su cabello ocultó todo su cuerpo. 

Todos los sharnas de Anubhavamantapa, especialmente Basavanna, Chenna Basavanna, Kinnari Bommayya, Siddharama, Allamaprabhu y Dasimayya la saludan con la palabra "Akka". De hecho, es de aquí en adelante cuando se convierte en Akka, hermana mayor. Allama le muestra la otra forma de alcanzar la dicha trascendente de la unión definitiva con el Señor Chenna Mallikarjuna. Akka deja a Kalyana con la siguiente vachana: 
"Habiendo vencido las seis pasiones y habiéndome convertido

en la trinidad del cuerpo, el pensamiento y el habla;

Habiendo terminado con la trinidad y habiéndome convertido en dos - Yo y el Absoluto

Habiendo terminado con la dualidad y habiéndome convertido en una unidad

ha sido debido la gracia de todos vosotros.

Saludo a Basavanna y a todos los reunidos aquí

Bendita fui por Allama mi Maestro...

Bendíceme para que me una a mi Chenna Mallikarjuna

¡Adiós! ¡Adiós!"
 En la primera fase de su vida, renunció a las posesiones y atracciones mundanas; en la segunda, descartó todas las reglas y regulaciones basadas en las posesiones. En la tercera fase, comenzó su viaje hacia Srishila, donde se encuentra el templo de Chenna Mallikarjuna y un lugar sagrado para los devotos de Shiva desde antes del siglo XII. El viaje espiritual de Akka terminó en Kadali, la espesa área forestal de Shrisaila (Srisailam) donde se supone que experimentó la unión (aikya) con Chennamallikarjuna. Uno de sus famosos vachana se traduce como: 
Las personas,

hombre y mujer,

se ruborizan cuando un paño que cubre su vergüenza

se desprende

Cuando el señor de las vidas

vive ahogado sin un rostro

en el mundo, ¿cómo puedes ser modesto?

Cuando todo el mundo es el ojo del Señor,

mirando a todas partes, ¿qué puedes

cubrir y ocultar?
 Su poesía exhibe su amor por Chenna Mallikarjuna, y poe la armonía con la naturaleza y la vida sencilla. 

Ella cantó: 
Para el hambre, está arroz de la aldea en el cuenco de la mendicidad,

Para la sed, están los estanques y los arroyos y los pozos

Para dormir las ruinas del templo van bien

Para la compañía del alma te tengo a ti, Chenna Mallikarjuna

## Obras
Las obras de Akka Mahadevi, como las de muchos otros poetas del movimiento Bhakti, pueden rastrearse mediante el uso de su ankita, o el nombre de la firma con la que se dirigió a la figura de su devoción. En el caso de Akka Mahadevi, ella usa el nombre Chennamallikarjuna para referirse al dios Shiva. El nombre Chennamallikarjuna se puede traducir de varias maneras, pero la traducción más conocida es la del erudito y lingüista A.K. Ramanujan, quien lo interpreta como "Señor, blanco como el jazmín". Una traducción más literal sería 'El bello Arjuna de Mallika', según Tharu y Lalita.
Basándose en el uso de su ankita, se atribuyen a Akka Mahadevi alrededor de 350 poemas líricos o vachanas. Sus obras utilizan frecuentemente la metáfora de un amor ilícito o adúltero para describir su devoción a Chennamallikarjuna (Shiva). La letra muestra a Akka Mahadevi buscando activamente una relación con Chennamallikarjuna (Shiva), y toca temas de abandono, amor carnal y separación. 
Los textos directos y francos que escribió Akka Mahadevi han sido descritos como la encarnación de una "ilegitimidad radical" que reexamina el papel de las mujeres como actores con volición y voluntad, reaccionando contra las instituciones y costumbres sociales establecidas. A veces utiliza potentes imágenes sexuales para representar la unión entre el devoto y el objeto de la devoción. Sus obras desafían la percepción común de la identidad sexual; por ejemplo, en una vachana sugiere que la creación, o el poder del dios  Shiva, es masculina, mientras que toda la creación, incluidos los hombres, representan lo femenino: " Vi al altivo maestro Mallikarjuna / para quien los hombres, todos los hombres, no son más que mujeres, esposas". En algunos vachanas, ella se describe a sí misma como femenina y masculina.  

Las obras de Akka Mahadevi, como las de muchas otras poetas bhakti, tocan temas de alienación: tanto del mundo material como de las expectativas y costumbres sociales relativas a la mujer. Viendo insatisfactorias las relaciones con hombres mortales, Akka Mahadevi las describe como espinas que se esconden debajo de tersas hojas, poco fiables. Sobre su marido mortal, dice: "¡Toma a estos maridos que mueren, se pudren y aliméntalos con los fuegos de tu cocina!" . En otro verso, expresa los conflictos de ser esposa y devota como 
Marido dentro, amante fuera. 

No puedo manejar a los dos.

Este mundo y ese otro, no puedo manejar ambos.

## Traducciones y legado
A.K. Ramanujan fue el primero en popularizar las vachanas al traducirlas en una colección llamada Hablando de Siva. El erudito poscolonial Tejaswini Niranjana criticó estas traducciones por convertir las vachanas en poesía universalista moderna lista para ser consumida por Occidente en Siting Translation (1992). [cita requerida] El traductor de kannada Vanamala Vishwanatha está trabajando actualmente en una nueva traducción al inglés, que puede que se publique como parte de la Biblioteca clásica de Murty.
Akka Mahadevi sigue ocupando un lugar significativo en la cultura y la memoria populares, con calles y universidades que llevan su nombre. En 2010, se descubrió un bajorrelieve que data del siglo XIII cerca de Hospet en Karnataka, y se cree que es una representación de Akka Mahadevi. 